# Qais Khedri
Qais Khedri (född 3 januari 1980) är en afghansk fotbollsspelare som spelat för Maiwand och det Afghanska landslaget.